# Louis Finet
Louis Casimir Finet  (ur. 5 marca 1894, zm. ?) – belgijski jeździec sportowy. Dwukrotny medalista olimpijski z Antwerpii.
Specjalizował się w woltyżerce. Igrzyska w 1920 były jego jedyną olimpiadą. Triumfował w drużynie, a indywidualnie zajął trzecie miejsce.